# Eau minérale des Rêpes
 (mars 2025).
Motif : quelle est la notoriété de ces eaux ?
- Archive Wikiwix
- Bing
- Cairn
- DuckDuckGo
- E. Universalis
- Gallica
- Google
- G. Books
- G. News
- G. Scholar
- Persée
- Qwant
- (zh) Baidu
- (ru) Yandex
- (wd) trouver des œuvres sur Wikidata

| 1. | Préciser le motif de la pose du bandeau. | Précisez le motif de la pose du bandeau en utilisant la syntaxe suivante : {{admissibilité à vérifier\|date=avril 2025\|motif=remplacez ce texte par le motif}}                             |
| 2. | Informer les utilisateurs concernés.     | Pensez à avertir le créateur de l'article, par exemple, en insérant le code ci-dessous sur sa page de discussion : {{subst:avertissement admissibilité à vérifier\|Eau minérale des Rêpes}} |

L'Eau minérale des Rêpes était une eau minérale exploitée entre le XVIIe siècle et le XVIIIe siècle dans des sources situées aux Rêpes, à proximité de l'actuel quartier des Rêpes, à Vesoul, dans la Haute-Saône. Cette eau contribua à la renommée du thermalisme de la ville au XVIIIe siècle.
Ces eaux sont mentionnées pour la première fois dans le Mercure de France en 1685. À cette époque, le quartier ne fait pas partie de Vesoul, il est simplement un hameau comprenant de multiples fermes et habitations. La notoriété de la source s'affirmera par la suite dans plusieurs ouvrages d'auteurs qui décrivent amplement l'histoire et la composition des eaux minérales des Rêpes. La source des Rêpes fut découverte par hasard en 1725. À cette époque, Les Rêpes est un hameau qui se compose de nombreuses fermes et agriculteurs. Ceux-ci se sont rendu compte que le bétail qu'il élevait, traversait les cours d'eau des alentours du hameau, sans boire l'eau qui s'y trouve. Ces mêmes animaux se rendirent autour des puits où se trouve la source. À la suite de ces constatations, la source fut analysée et détaillée dans de nombreux ouvrages. Cette eau ressemble aux eaux des fontaines traditionnelles. Les eaux sont décrites comme limpides et légères, sans odeur ni saveur particulière, mais avec une dose d'acidité.
Cependant l'eau de la source a une particularité : elle contient un taux élevé de sel. Lors d'une analyse de l'eau, une portion de dix livres d'eau révélait un poids d'entre 7 et 8 grammes de sel gemme, par évaporation.